# Ann Elizabeth Fowler Hodges
Ann Elizabeth Fowler Hodges (* 2. Februar 1920; † 10. September 1972) war eine US-Amerikanerin, die von einem Meteoriten getroffen wurde und dies überlebt hat.

## Der Meteoriteneinschlag
Am 30. November 1954 kurz nach Mittag (um 12 Uhr 46 Ortszeit) schlug ein Meteorit in Sylacauga, Alabama, ein. Er zerbrach in mindestens drei Teile, wobei eines der Fragmente das Dach des Hauses durchbrach, in dem Ann Hodges sich auf der Couch ausruhte. Das knapp 4 Kilogramm schwere, Grapefruit-große Fragment krachte in das Zimmer, prallte von einem Radiogerät ab und traf Ann Hodges an der Hüfte und an der Hand. An der Hüfte erzeugte der Aufprall einen großflächigen Bluterguss.
Ann Hodges und ihre Mutter, die zu der Zeit ebenfalls im Haus war, dachten, der Schornstein sei eingestürzt, da viel Staub und Trümmer vorhanden waren. Als sie den großen Felsbrocken bemerkten, riefen sie Polizei und Feuerwehr. Ann Hodges Ehemann, Eugene Hodges, kam später gegen 18 Uhr nach Hause, ohne zu wissen, was seiner Frau passiert war. In dieser Nacht schlief sie nicht gut und ging schließlich am nächsten Tag ins Krankenhaus.

## Nach dem Ereignis
Beamte der Air Force kamen zu den Hodges, um den Meteoriten zu besichtigen und zu beschlagnahmen. Der Bürgermeister von Sylacauga hatte vor, den Meteoriten dem Alabama Museum of Natural History (AMNH) an der University of Alabama zu schenken. Eugene Hodges bestand jedoch darauf, den Meteoriten behalten zu können, da dieser auf sein Haus gefallen sei; er erhielt den Meteoriten schließlich zurück. Aber auch die eigentliche Hausbesitzerin Birdie Guy erhob Ansprüche auf den Meteoriten. Nach einem Rechtsstreit einigten sich Birdie Guy und die Familie Hodges auf eine einmalige Zahlung von 500 Dollar an Guy, und die Hodges konnten den Meteoriten behalten.
Ann Hodges erlebte für kurze Zeit einen enormen Medienwirbel. Zahlreiche Reporter warteten vor ihrem Haus, um mit ihr zu sprechen. Ihr Foto war auf der Titelseite des Magazins Life zu sehen.
Die Hodges hatten mehrere Angebote für den Meteoriten erhalten, während dieser sich bei der Air Force befand. Es gab Angebote bis zum Bereich von 5.000 Dollar. Als sie den Meteoriten nach dem Rechtsstreit wieder hatten, war das öffentliche Interesse vorbei und sie konnten keinen Käufer finden. Die Hodges benutzten den Meteoriten als Türstopper. 1956 beschloss Ann Hodges gegen den Willen ihres Mannes, den Meteoriten für etwa 25 Dollar an das Alabama Museum of Natural History zu verkaufen.
Ann und Eugene Hodges wurden 1964 geschieden. Ann Hodges starb 1972 im Alter von 52 Jahren in einem Pflegeheim an Nierenversagen.
Der Meteorit ist heute als Sylacauga-Meteorit bekannt, das Fragment, das Ann Hodges traf, als Hodges-Fragment. Ein weiteres Fragment des ursprünglichen Meteoriten wurde an die Smithsonian Institution verkauft, während das Hodges-Fragment im Alabama Museum of Natural History ausgestellt ist. Der Sylacauga-Meteorit wurde als Chondrit identifiziert; er ist geschätzte 4,5 Milliarden Jahre alt.

## In der Populärliteratur
Fannie Flagg wurde durch den Fall Ann Hodges zu einem Kapitel ihres Romans Fried Green Tomatoes at the Whistle Stop Café (1987; deutsch: Grüne Tomaten) inspiriert; in dem darauf basierenden Film Grüne Tomaten (1991) wurde diese Szene weggelassen.
Der Fall Ann Hodges wird auch erwähnt in dem Roman The Universe Versus Alex Woods (2013; deutsch: Das unerhörte Leben des Alex Woods oder warum das Universum keinen Plan hat) von Gavin Extence, in dem der Protagonist ebenfalls von einem Meteoriten getroffen wird.